# (2186) Келдыш
(2186) Келдыш — астероид из главного пояса. Назван в честь выдающегося математика, механика и теоретика космонавтики трижды Героя Социалистического Труда М. В. Келдыша. Имеет маленький наклон орбиты и небольшой эксцентриситет. Открыт 27 сентября 1973 года в Крымской астрофизической обсерватории советским астрономом Людмилой Черных.